# Pseudoselago caerulescens
Pseudoselago caerulescens är en flenörtsväxtart som beskrevs av O.M. Hilliard. Pseudoselago caerulescens ingår i släktet Pseudoselago och familjen flenörtsväxter. Inga underarter finns listade i Catalogue of Life.